# Paul d'Estrée
Henri Quentin, dit Paul d'Estrée, né le 6 janvier 1838 à Paris et mort le 9 décembre 1922 dans la même ville, est un homme de lettres et historien français.

## Biographie
Henri Quentin, dit Paul d'Estrée, naît à Paris le 6 janvier 1838. Il est le fils de Gustave Quentin (1811-1885), originaire de Coutances (Manche), docteur en pharmacie à Paris, puis rentier, de nouveau à Coutances, et de Philiberte Lemire (1818-1881). Il épouse Léonie Simonet (1849-1922) dont il a deux enfants, dont Maurice Quentin (1870-1955), avocat et homme politique.
Docteur en pharmacie, il se passionne aussi pour la recherche historique et l’écriture, et publie, la première fois, en 1882.
Ses thématiques de prédilection sont les personnages historiques, le théâtre, les artistes, la musique, mais aussi le journalisme ou la police, du XVIIIe siècle à la Révolution.
Henry Gauthier-Villars (dit Willy) écrit de lui : « Paul d'Estrée, le chercheur habile entre tous à découvrir les documents humains ».
Il publie des articles dans de nombreuses revues, notamment, Le Ménestrel, et collabore avec un ensemble d’autres auteurs comme Frantz Funck-Brentano, Henri d’Alméras ou Henry-René d’Allemagne.
Paul d’Estrée est distingué à deux reprises par l’Académie française : en 1909, avec le prix Thérouanne, décerné pour Le « Père Duchesne », Hébert et la Commune de Paris (1792-1794), et en 1918, avec le prix Langlois, décerné pour la traduction de L'erreur de la philosophie allemande : je suis, donc tu n'es pas de George Santanaya. 
Il décède à Paris IVe le 9 décembre 1922, chez lui, 5 passage Saint-Paul.
Il est enterré au cimetière du Père-Lachaise (44e division).

## Publications

### Ouvrages
- Le nouvelliste sans fard, Paris, H. Leclerc et P. Cornuau, 1896
- Les tribulations d'un académicien, les procès de Nicolas Mahudel, Paris, H. Champion, 1897
- Les Infâmes sous l’ancien régime, Paris, Gougy, 1902    (Wikisource)
- Le "Père Duchesne", Hébert et la Commune de Paris (1792-1794), Paris, Ambert, 1909 - Prix Thérouanne de l'Académie française
- Le Théâtre sous la Terreur (Théâtre de la peur), 1793-1794, Paris, Emile-Paul, 1913
- Le Maréchal de Richelieu (1696-1788), Paris, Emile-Paul, 1917
- La vieillesse de Richelieu (1758-1788), Paris Emile-Paul frères, 1921

### Ouvrages de collaboration
- Les Hohenzollern (avec Edmond Neukomm), Paris, Perrin, 1892
- Les Théâtres libertins au XVIIIe siècle (avec Henri d'Alméras), Paris, H. Daragon, 1905
- Les Nouvellistes (pour Frantz Funck-Brentano), Paris, Hachette, 1905
- Figaro et ses devanciers (pour Frantz Funck-Brentano), Paris, Hachette, 1909
- Une grande dame de la cour de Louis XV, la duchesse d'Aiguillon (avec Albert Callet), Paris, Emile-Paul, 1912

### Notices et comptes rendus
- Œuvres inédites de Pierre Motin, Paris, Librairie des Bibliophiles, 1882
- Mémoires de Voltaire, écrits par lui-même, notes et commentaires par Paul d'Estrée, Paris, E. Kolb, 1891
- Du Khorassan au pays des Backhtiaris, trois mois de voyage en Perse, par Henry-René d'Allemagne, compte-rendu de Paul d'Estrée, Paris, Hachette, 1911

### Traduction
- L'erreur de la philosophie allemande : je suis, donc tu n'es pas - G. Santanaya, traduction par Henri Quentin, Nouvelle librairie nationale, Paris, 1917, prix Langlois de l’Académie française en 1918

### Articles
- Le Ménestrel, Paris
  - Un virtuose couronné (en collaboration avec Edmond Neukomm), 1890
  - Napoléon dilettante (en collaboration avec Edmond Neukomm), 1891
  - Musique de table (en collaboration avec Edmond Neukomm), 1891
  - La Police à la Comédie italienne d'après les Archives de la Bastille, 1893
  - Diplomates et cabotins, 1893
  - La Police à l'Opéra d'après les Archives de la Bastille, 1894
  - Musique et prison, 1896
  - Artistes et musiciens du XVIIIe siècle, 1897
  - L'Âme du comédien, 1905-1907
- Revue d'histoire littéraire de la France, Paris
  - Une académie bachique au XVIIe siècle, 15 octobre 1895
  - Un journaliste policier. Le Chevalier de Mouhy, 15 avril 1897
  - Un auteur incompris : Pierre de Morand, l'homme et l'œuvre (1701-1757), 1909
  - Farmian de Rozoi : le journaliste contre-révolutionnaire (mai 1789-août 1792), partie I 1918, partie II 1922-1923
- Bulletin de la Société historique et archéologique du IVe arrondissement de Paris. « La cité »
  - Anarchistes parisiens sous l'Ancien régime, juillet 1911
  - Charles Simon Favart, 1913
- La Revue, Paris (Revue des revues, Revue rétrospective…)
  - Un policier homme de lettres : l'inspecteur Meusnier (1748-1757), 1892
  - Les Explosifs au XVIIIe siècle, 1894
  - Voltaire, Beaumarchais et les lettres de cachet, 1896 (avec Henri d’Alméras)
  - Journal inédit du lieutenant-général de police Feydeau de Marville (1744), 1897
  - Mariage de Comédien (Talma), 1899
  - Les Premières luttes de la Franc-Maçonnerie parisienne (1737-1747), 1902
- Bulletin du Bibliophile, Paris
  - Un autre abbé Prévost, Aubert de La Chesnaye-Desbois, 1897
- Le Guide du concert
  - La Philosophie de Saint-Saëns, numéro hors-série, s.d.
- Journal politique, agricole et industriel de l'arrondissement de Louviers
  - La Patrie normande, 1899 (soutien à la candidature de Maurice Quentin, son fils)